# Henryk Depta
Henryk Depta (ur. 1938) – polski pedagog, nauczyciel akademicki, profesor Uniwersytetu Warszawskiego oraz Szkoły Wyższej im. Pawła Włodkowica.
Specjalizuje się w edukacji filmowej.